# British Horological Institute

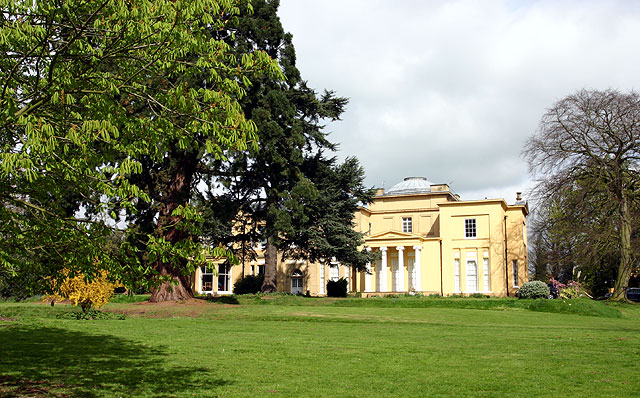
„Upton Hall“, Sitz des Institutes

Das British Horological Institute (kurz: BHI) ist die repräsentative Interessenvertretung der Uhrenindustrie im Vereinigten Königreich.
Das BHI wurde im Juni 1858 durch eine kleine Gruppe von Uhrmachern gegründet. Angesichts der zahlreichen Importe ausländischer Uhren, war es ihre Absicht, die britischen Uhrenhersteller und Uhrenhändler zu vereinigen. Das Institut war ein sofortiger Erfolg und gründete innerhalb eines Jahres sein eigenes Museum und eine Fachbibliothek. Gleichzeitig wurden Abendkurse zur Uhrmacherei angeboten. Der heutige Sitz des Institutes ist „Upton Hall“ (erbaut 1828 durch Thomas Wright) in Nottinghamshire in England.
Die Hauptaufgabe der Organisation ist heute die durch standardisierte Lerneinheiten geprägte Ausbildung von Uhrmachern. Das Institut unterhält eine Liste geprüfter Uhrmacher, die als ausreichend qualifiziert angesehen werden, Uhren fachgerecht zu reparieren. Diese Uhrmacher sind dem Code Of Practice, einem strengen Regularium für die Durchführung von Reparaturen und Restaurierungen, unterworfen.
Die Fachbibliothek des BHI kann nach Vereinbarung zur Recherche genutzt werden. Sie beherbergt viele seltene Dokumente, Schriften und Bücher zu den Höhepunkten der britischen Uhrmacherei des 18. und frühen 19. Jahrhunderts. Ihr Katalog enthält aber nur vergleichsweise wenige zeitgenössische Titel.

## Formen der Mitgliedschaft
- Associate, jedermann mit Interesse an der Uhrmacherei kann sich als Mitglied einschreiben.
- Graduate Membership (GradBHI), Voraussetzung war die Teilnahme am „BHI horology course“ und die erfolgreiche Teilnahme an einer Prüfung. Diese Form der Mitgliedschaft entfällt zum Jahresende 2009.
- Full Membership (MBHI), Voraussetzung ist die Mitgliedschaft als „Grad BHI“ und ein ausreichender Erfahrungsschatz als Uhrmacher.
- Fellowship (FBHI), Voraussetzung ist ein Beitrag zur Uhrmacherei von besonderem Wert

Die entsprechenden Abkürzungen GradBHI, MBHI und FBHI dürfen dem Namen angefügt werden.